# Cosmopolis (Washington)
Pour les articles homonymes, voir Cosmopolis.
Cosmopolis est une ville américaine située dans le comté de Grays Harbor, dans l'État de Washington. Selon le recensement de 2020, sa population est de 1 638 habitants.